# Belá (dopływ Hornadu)
Belá – duży potok w dorzeczu Hornadu we wschodniej Słowacji. Cały tok na terenie Rudaw Słowackich, w granicach powiatu Koszyce-okolice. Długość 9,5 km.
Źródła na wysokości ok. 680 m n.p.m. na północno-wschodnich stokach szczytu Predné holisko (949 m) w Paśmie Kojszowskiej Hali w Górach Wołowskich. Początkowo spływa generalnie w kierunku północno-wschodnim, głęboką, zalesioną doliną aż do miejsca zwanego Dziaková (ok. 420 m n.p.m.). Tu skręca ku północnemu zachodowi. Jego dolina rozszerza się, stanowiąc odtąd granicę między Górami Wołowskimi (Pasmo Kojszowskiej Hali) i pasmem Čiernej hory (grupa Pokryw). Przepływa przez położoną w dolinie wieś Košická Belá i poniżej niej, na wysokości 327 m n.p.m. uchodzi do długiej, wąskiej zatoki zbiornika zaporowego Ružín. Większe dopływy to Beliansky potok i Zlatý potok (oba prawobrzeżne).
Przed utworzeniem zbiornika zaporowego długość Belej wynosiła 13,5 km. W dolnym biegu przyjmowała ona swój duży dopływ lewobrzeżny – Opátkę, po czym uchodziła do Hornadu poniżej szczytu Sivec (781 m) na wschód od wsi Veľký Folkmar.
W środkowym i dolnym toku doliną Belej od Dziakovéj do ujścia potoku do zbiornika zaporowego biegnie droga nr 547 z Koszyc do Jaklovec.